# Conotelus obscurus
Conotelus obscurus är en skalbaggsart som beskrevs av Wilhelm Ferdinand Erichson. Conotelus obscurus ingår i släktet Conotelus och familjen glansbaggar. Inga underarter finns listade i Catalogue of Life.